# حسن رضائی
حسن رضائی (زاده ۱۳۳۱ اهواز) سیاست‌مدار ایرانی است، که در دوره سوم مجلس شورای اسلامی به‌عنوان نماینده حوزهٔ انتخابیهٔ شوش و اندیمشک، از استان خوزستان در مجلس شورای اسلامی حضور داشت.